# Odette de Rivreulle
 (mai 2023).
Améliorez-le ou discutez des points à vérifier. 
Pour les articles homonymes, voir Odette.
Sainte Odette, ou Ode, est une figure religieuse belge du XIIe siècle, née en 1135 et morte en 1158. 
Issue d'une illustre famille du Brabant, elle fut traînée devant l'autel par ses parents pour qu'elle épouse un beau parti, le chevalier Simon. Le jour du mariage, Simon le fiancé vient de prononcer son « Oui ».
Puis, après que le prêtre interroge Odette par trois fois, elle lui répond avec détermination que son amour et sa foi étaient consacrés à Jésus : 

« Puisque vous cherchez avec tant de soin à savoir si je suis disposée à accepter ce jeune seigneur pour époux, sachez que je n'accepterai ni lui, ni un autre. Mon amour et ma foi sont engagés envers Jésus Christ depuis toujours. »

Après ce coup d'éclat et le drame qui s'ensuivit pour le fiancé, Odette se coupe le nez afin d'éviter tout nouveaux prétendants. Elle devient ensuite religieuses au couvent de Prémontré à Rivreulle dans le Brabant belge, dont elle devint la prieure,. Sa vie est dès lors toute de lumière et de simplicité. Elle meurt à l'âge de 23 ans, en 1158. Les reliques de sainte Odette sont conservées dans la chapelle du séminaire de Bonne-Espérance, à Tournai en Belgique. Béatifiée par l'Église Catholique, elle est fêtée le 20 avril.